# Calceolaria tucumana
Calceolaria tucumana är en toffelblomsväxtart som beskrevs av Descole. Calceolaria tucumana ingår i släktet toffelblommor, och familjen toffelblomsväxter. Inga underarter finns listade i Catalogue of Life.